# Sungai Buluh (Jebus)
Sungai Buluh is een bestuurslaag in het regentschap Bangka Barat van de provincie Bangka-Belitung, Indonesië. Sungai Buluh telt 1061 inwoners (volkstelling 2010).